# 帝國國防委員會 (英國)
帝國國防委員會（Committee of Imperial Defence）是英國政府和大英帝國的一個重要的組成部分，從第二次波耳戰爭結束到第二次世界大戰爆發此段期間，帝國國防委員會負責軍事戰略問題的研究和協調。
帝國國防委員會通常會設立一個臨時小組委員會來調查並就特定主題進行詳細報告。數十年來，針對外國間諜活動（1909年的一份委員會報告導致軍情五處和軍情六處的成立）、食品配給和空中防禦等主題成立了許多此類小組委員會。可以說，帝國國防委員會是英國國家安全協調發展的重要一步，也是英國國家安全會議的前身之一。

## 歷史
帝國國防委員會由時任英國首相阿瑟·貝爾福於1902年成立。它取代了英國內閣“軟弱且非正式”的國防委員會。
帝國國防委員會常設小型秘书处，負責在帝國國防委員會會議之外的成員之間以及與其他公務員之間提供溝通渠道。
到1914年，帝國國防委員會開始负责整個大英帝國的國防規劃，有時向各自治領提供建議。直到20年代，它仍然仅提供建议，正式權力屬於部長和将军们。
1946年帝國國防委員停止运作。